# Taylor Green
Pour l’article homonyme, voir Marjorie Taylor Greene.
Taylor Green (né le 2 novembre 1986 à Comox, Colombie-Britannique, Canada) est un troisième but des Ligues majeures de baseball jouant pour les Brewers de Milwaukee.

## Carrière
Taylor Green est drafté en 25e ronde par les Brewers de Milwaukee en 2005.
Alors qu'il joue dans les ligues mineures en 2007, il remporte le prix Robin Yount remis au meilleur joueur des clubs-école des Brewers.
Il participe à la Coupe du monde de baseball 2007 à Taïwan avec l'équipe du Canada.
Green fait ses débuts dans le baseball majeur avec les Brewers de Milwaukee le 31 août 2011 comme frappeur suppléant. Il réussit son premier coup sûr à sa première présence au bâton, aux dépens du lanceur Jake Westbrook des Cards de Saint-Louis. Green frappe le premier coup de circuit de sa carrière, une frappe de 3 points, le 6 juin 2012 contre Carlos Marmol des Cubs de Chicago.